# Valdeolmos-Alalpardo
Valdeolmos-Alalpardo é um município da Espanha, na província e comunidade autônoma de Madrid. Tem 26,81 km² de área e em 2021 tinha 4 309 habitantes (densidade: 160,7 hab./km²). Limita com os municípios de Algete, Daganzo de Arriba, Fresno de Torote, Fuente el Saz de Jarama e Ribatejada.